# スネスタイル
『スネスタイル』（すねすたいる）は、スネオヘアーの1枚目のアルバム。2002年10月9日にリリースした。

## 収録曲
| 全作詞・作曲: 渡辺健二。 |                               |          |            |       |
| #                        | タイトル                      | 作詞     | 作曲・編曲 | 時間  |
| 1.                       | 「Intro」                     | 渡辺健二 | 渡辺健二   | 1:02  |
| 2.                       | 「パイロットランプ」          | 渡辺健二 | 渡辺健二   | 4:09  |
| 3.                       | 「訳も知らないで」            | 渡辺健二 | 渡辺健二   | 4:21  |
| 4.                       | 「現在位置 〜You are here〜」 | 渡辺健二 | 渡辺健二   | 5:36  |
| 5.                       | 「Slow Boat」                 | 渡辺健二 | 渡辺健二   | 2:47  |
| 6.                       | 「朝のスキマから」            | 渡辺健二 | 渡辺健二   | 5:10  |
| 7.                       | 「てっぺん 〜河合荘MIX〜」    | 渡辺健二 | 渡辺健二   | 3:02  |
| 8.                       | 「Over the River」            | 渡辺健二 | 渡辺健二   | 5:47  |
| 9.                       | 「アイボリー」                | 渡辺健二 | 渡辺健二   | 4:57  |
| 10.                      | 「JET」                       | 渡辺健二 | 渡辺健二   | 5:38  |
| 11.                      | 「自問自答」                  | 渡辺健二 | 渡辺健二   | 6:27  |
| 12.                      | 「スピーカーズコーナー」      | 渡辺健二 | 渡辺健二   | 16:17 |
| 合計時間:                | 合計時間:                     | 65:13    |            |       |

「スピーカーズコーナー」
隠しトラックしだいにくれてくが曲終了から10分ほど経過したところで聴くことができる。